# الصميل بن حاتم
أَبُو جَوشَن الصُمَيلُ بْنُ حَاتِم بْنِ شَمِّر بْنِ ذِي الجَوشَنْ الضَبَابِي الكِلابِي (نحو 70 هـ - 142 هـ / 690 - 759م)، أمير القبائل العربية المضرية العدنانية في الأندلس، وأحد الأمراء الدهاة الشجعان الأجواد. وجده هو شمر بن ذي الجوشن قاتل الحسين بن علي، وجد أبيه هو ذو الجوشن: زعيم بني الضباب في زمانه، ومن أصحاب النبي محمد ﷺ، نزل الكوفة وتوفى بها. وكان أبيه حاتم في الكوفة إلى أن قتل شمر ذو الجوشن سنة 66 هـ، ففر حاتم في أسرته إلى الجزيرة الفراتية، وأستقر بها.
سار الصميل إلى إفريقية مع كلثوم بن عياض القشيري سنة 123 هـ، فنزل كلثوم وبلج بن بشر والصميل بالقيروان، وقاتلوا البربر، فقتل كلثوم، وحوصر فلول جيش كلثوم إلى أن جاءتهم مراكب أمير الأندلس فركبوها. ودخل الصميل الأندلس في ذلك الجيش سنة 124 هـ، فرأس بها. وأساء إليه عاملها أبو الخطار الكلبي، فثار أصحاب الصميل وقبضوا على أبي الخطار، وولوا ثوابة بن سلامة، ثم يوسف بن عبد الرحمن الفهري، والسلطة والنفوذ للصميل. وأقام على ذلك إلى أن دخل الأندلس عبد الرحمن الداخل، فمات الصميل في سجنه.وكان أمياً لا يقرأ ولا يكتب، وله شعر محفوظ.

## النسب
- هو الصميل بن حاتم بن شمر بن ذو الجوشن بن الأعور - اسمه نوفل - بن عمرو بن معاوية الضباب بن كلاب بن ربيعة بن عامر بن صعصعة بن معاوية بن بكر بن هوازن بن عكرمة بن خصفة بن قيس عيلان.[7]
- ابنه: جوشن بن الصميل بن حاتم (نحو 100 هـ - 138 هـ): الابن الأكبر للصميل، وبه يكنى. قدم جوشن مع أبيه الأندلس في مدد جيش الشام، وكان على راجلة الجيش في موقعة المصارة سنة 138 هـ،[8] وقتل في تلك المعركة، وهو بضع وثلاثين عاماً.[9][10]
- ابنه: هذيل بن الصميل بن حاتم (نحو 105 هـ - 166 هـ): قدم مع أبيه الأندلس في مدد جيش الشام وهو شابا يافع، ثم تزعم المضرية في الأندلس بعد أبيه، وفي عام 166 هـ بلغ عبد الرحمن الداخل ائتمار ابن أخيه المغيرة بن الوليد بن معاوية وهذيل بن الصميل بن حاتم به ليخلعوه، فأمر بهم فاعتقلوا، ثم قتلهما.[11]
- جده: شمر بن ذي الجوشن (نحو 1 هـ - 66 هـ) من كبار قتلة الحسين بن علي، كان في أول أمره من ذوي الرياسة في هوازن موصوفا بالشجاعة، وشهد يوم صفين مع علي.[12]ثم أقام في الكوفة يروى الحديث، إلى أن كانت وقعة كربلاء، فكان من قتلة الحسين، وأرسله عبيد الله بن زياد مع آخرين إلى يزيد بن معاوية في الشام، يحملون رأس الحسين.[13]

- جد أبيه: ذو الجوشن الضبابي العامري (نحو 40 ق هـ - 50 هـ): صحابي، ورئيس قومه.[14]لقى النبي ﷺ في المدينة سنة 2 هـ وأهدى له فرسه ابن الْقَرْحَاءِ وهو يومئذ مشرك، فابی الرسول أن يقبله،[15]ولما كان فتح مكة قدم ذو الجوشن مسلما على النبي ﷺ.[16]ثم وفد مرة أخرى على رأس قومه بنو الضباب في سنة 9 هـ.[17]وكان شاعرا محسنا، وفارساً مقاتلا في الجاهلية، ولما كانت فتوح العراق، شارك فيها أيام دولة أبي بكر الصديق، وكان مع خالد بن الوليد عندما قدم الحيرة.[18]وذكره محمد بن سعد البغدادي فيمن نزل الكوفة من الصحابة،[19]وتوفى فيها.[20]

## حياته
شارك الصميل في بعث كلثوم بن عياض القشيري من ضمن جند قنسرين،الذي بعثه الخليفة هشام بن عبد الملك إلى إفريقية سنة 123 هـ. ولما انهزمت تلك الحملة أمام البربر، فر في صحبة بلج بن بشر القشيري إلى الأندلس. ثم أصبح بعد فترة زعيمًا لقبائل مضر في الأندلس، وكان بمثابة الوزير ليوسف بن عبد الرحمن الفهري حيث ولاه سرقسطة ثم طليطلة سنة 136 هـ. قاتل الصميل مع يوسف الفهري عبد الرحمن الداخل عندما طالب بحكم الأندلس في موقعة المصارة عام 138 هـ. بعد هزيمة يوسف والصميل في تلك المعركة، فرا منه، ثم لاحقتهم قوات الداخل إلى غرناطة حيث اعتصموا، ثم استسلموا على أساس الأمان للجميع وعودة أملاك الصميل والفهري ونزولهما بمنازلهما بقرطبة والتحاقهما بالأمير الأموي، وذلك في 2 ربيع الأول 139 هـ الموافق 4 أغسطس 756م. ولما تمرد عليه يوسف الفهري مرة أخرى عام 141 هـ، وهزم، قبض على الصميل، وتوفى في الحبس، وقيل أن الصميل قتل خنقا في سجن قرطبة بتدبير من عبد الرحمن الداخل 142 هـ.